# Humane Informatics
Humane Informaticsとはブラドック・ガスキルが1人で進めているICT4Dによるプロジェクトである。2010年10月現在プロジェクトはHumane ReaderとHumane PCと両方Arduinoのデザインをベースとした2つのオープンソースハードウェアを告知している。

## Humane Reader
Humane ReaderとはmicroSDカードで保存された5000冊分の電子書籍（例としてウィキペディア記事のオフライン閲覧）をTV出力するための低コストデバイスである。1台辺り20ドルで販売できるとしている。

## Humane PC
Humane PCとはHumane Readerの拡張バージョンでmicro-USBポートやIrDAポートを搭載している。

### 仕様

#### ハードウェア
- オープンソースデザイン（英語版）
- 3つのAtmel ATmega328P マイクロコントローラ - ビデオ出力、USB、一般コンピューティングに使用
  - メインのマイクロコントローラはUSB経由のシリアル・プログラマブル
- テレビ等に対応したNTSC/PALコンポジット映像信号出力
- ブラックアンドホワイト（英語版） 38x25文字テキストや単純な画像を出力するディスプレイ
- PS/2キーボード
- microSD メモリーカードリーダライタ
- micro-USBポート
  - USBスレーブ接続デバイス対応
- USB powered
- 4つのインプットボタン
- PWMオーディオ出力
- 赤外線LEDと受信機
- VT52 + H19ビデオターミナルエミュレーション

#### ソフトウェア
- プログラム化のためにC/C++ライブラリやArduino IDEを経由
- VT52ビデオ出力用Tellymate Projectコード
- USBデバイスを実装するためのAVR V-USBファームウェア